# فلیپ ویلسون
فلیپ ویلسون (انگلیسی: Flip Wilson؛ ۸ دسامبر ۱۹۳۳ – ۲۵ نوامبر ۱۹۹۸) یک هنرپیشه و کمدین اهل ایالات متحده آمریکا بود.

## جوایز
وی همچنین برنده جوایزی همچون جایزه امی شده است.
از فیلم‌های معروف او می‌توان به بازی در فیلم اسکیت‌تاون اشاره کرد.